# Irura pulchra
Espèce
Irura pulchra est une espèce d'araignées aranéomorphes de la famille des Salticidae.

## Distribution
Cette espèce est endémique du Sri Lanka.

## Description
La femelle holotype mesure 4 mm.

## Publication originale
- Peckham & Peckham, 1901 : Pellenes and some other genera of the family Attidae. Bulletin of the Wisconsin Natural History Society (new series), vol. 1, p. 195-233 (texte intégral).